# Rozradowani pracownicy
Rozradowani pracownicy – ogólnoświatowa seria kongresów (dużych spotkań religijnych), zorganizowanych przez Świadków Jehowy, które rozpoczęły się latem 1977 roku na półkuli północnej, a zakończyły się na początku 1978 roku na półkuli południowej.

## Kongresy na świecie
Czterodniowe kongresy odbyły się w przeszło 140 krajach.
Świadkowie Jehowy w Polsce pomimo obowiązującego od roku 1950 zakazu działalności, latem większymi grupami spotykali się w lasach, na jednodniowych tzw. konwencjach leśnych, na których przedstawiono główne punkty programu kongresu.
Niemieckojęzyczne kongresy odbyły się w Austrii (Graz, Linz), Niemczech (Berlin, Brema, Dortmund, Essen, Frankfurt n. M., Friedrichshafen, Hamburg, Hanower, Monachium, Münster, Neumünster, Norymberga, Offenburg (dwa), Passau, Saarbrücken), Szwajcarii (Berno, Montreux, Zürich) i Luksemburgu.
Przeszło 100 tysięcy osób spotkało się na serii 20 kongresów w różnych częściach Filipin.
Na czterech kongresach w Peru, zgromadziły się łącznie 28 063 osoby, z czego 636 zostało ochrzczonych.
W kongresie, który odbył się w grudniu 1977 roku w Dakarze w Senegalu, uczestniczyli Świadkowie Jehowy z Mali.
W grudniu 1977 roku na kongresie w Salwatorze Milton George Henschel z Ciała Kierowniczego wygłosił przemówienie dotyczące rozbudowy obiektów miejscowego Biura Oddziału. Po raz kolejny zgromadzenie zostało podzielone na dwa spotkania, które odbyły się w San Salvador. Łączna frekwencja wyniosła 13 615.
Na 108 kongresach w Stanach Zjednoczonych obecnych było 958 008 osób, ochrzczonych 7691 osób.

## Ważne punkty programu
- Dramaty (przedstawienia kostiumowe):
  - Bóg jest niedaleko od każdego z nas
  - Czy służysz Bogu całą duszą?
  - Imię Jehowy ma być rozsławione po całej ziemi[6]
- Wykład publiczny:
  - Jakim dobrodziejstwem może okazać się dla ciebie Królestwo Boże

W ostatnim punkcie programu poinformowano o wprowadzeniu „Kursu Służby Pionierskiej” „w celu przeszkolenia pełnoczasowych głosicieli Słowa Bożego”. W jednym z przemówień „jeszcze raz podkreślono wymaganie Jehowy co do świętości krwi”.
Kongres „zachęcił uczestników do podejmowania wzmożonych wysiłków w służbie Jehowy, które by świadczyły o prawdziwym docenianiu wszystkiego, co widzieli i słyszeli”.

## Kampania informacyjna
W miastach kongresowych, przed południem drugiego dnia kongresu zgromadzeni głosiciele wyruszali zapraszać mieszkańców na program.